# Раджа
Ра́джа (санскр. राज, rāja, МФА: [raːd͡ʑə]) — індійський титул правлячої особи, монарха. Відповідає європейським титулам князя, герцога, короля або царя; ісламським титулам султана або набоба; перському шах.

## Етимологія
Слово «раджа» походить від кореня «радж» (râj) — «сяйво», «блиск», «головування», «правління» й бере свій початок ще з індоєвропейської епохи. Воно є співзвучним із латинськими rēx — «король» та regnum — «королівство».

## Похідні

### Титули
- Магараджа (महाराज, Maharaja) — «великий раджа». Аналог короля, царя або імператора.
- Раерая — «раджа радж».

### Терміни
- Раджпути — «сини радж», «раджичі».
- Раджастан

## У буддизмі
- Раґа-раджа